# 쌍둥이자리 엡실론
쌍둥이자리 엡실론 또는 메브수타는 /mɛbˈsuːtə/, 쌍둥이자리의 항성이며, 카스트로의 오른쪽 다리의 뻗어 있는 부분에 위치해있다. 겉보기 등급은 +3.06으로 이 별자리에서 밝은 항성 중의 하나이다. 이 항성까지의 거리는 연주시차에 의해 840㎛(260㎛)로 측정되었으며, 오차범위는 약 40%(약 12파섹) 정도이다.

## 명명법
쌍둥이자리 엡실론(라틴 문자로 Epsilon Geminorum)은 이 별의 바이얼 명명법 이름이다. 전통적인 이름은 메부스타, 멜부라 또는 멜쿠타이다. 멧부사의 어원은 고대 아랍어였고 멧부다라는 별은 사자의 다리였다. 메브슈타(Mabsuta)는 뻗은 앞발을 가리키는 말에서 유래했다. 국제천문학연합은 2016년 별 이름에 관한 실무그룹(WGSN)을 조직해 별의 고유 명칭을 목록화하고 표준화했다. 이때, 이 별의 고유 이름인 메브슈타가 포함되어 있었다.
중국 별자리로는 정수 별자리에 속해 있다.井宿五 (Jǐng Su wǔ, the Fifth Star of Well.)

## 속성
이 별의 스펙트럼은 G8Ib의 항성 분류와 일치하며 Ib의 광도 분류는 이것이 더 낮은 광도의 초거성임을 나타낸다. 혹은 점근적 가지 단계를 통과하여 분리된 행성상 성운을 가지고 있는 별일 수 있다. 이 별의 추정 질량은 태양의 19배 이상이다. 1943년 이래 이 별의 스펙트럼은 다른 별들이 분류되는 안정적인 기준점 중 하나로 기능해 왔다.
쌍둥이자리 엡실론은 표면온도 4662K로 태양 외기의 약 8500배의 광도를 방사하고 있다. 이 온도가 G형 별의 노랗게 빛나는 것이다.

## 엄폐
쌍둥이자리 엡실론은 황도 근처에 있기 때문에 달과 행성에 의해 엄폐될 수 있다. 이 같은 엄폐는 1976년 4월 8일 화성에 의해 이루어졌고, 이로 인해 화성 외기의 양극성을 측정할 수 있었다. 쌍둥이자리 엡실론은 1940년 6월 10일 수성에 의해, 2015년 9월 3일 소행성 이피게니아에 의해 엄폐되었다.

## 문화
USS Melucta(AK-131)는 이 별의 이름을 따서 명명된 미 해군 크레이터급 화물선이다.